# Synagoga Michała Jakubowicza w Łodzi
Synagoga Michała Jakubowicza w Łodzi – prywatny dom modlitwy znajdujący się w Łodzi przy ulicy Jakuba 10.
Synagoga została zbudowana w latach 90. XIX wieku z inicjatywy Michała Jakubowicza i Icka Wigdora. Mogła ona pomieścić 30 osób. Podczas II wojny światowej hitlerowcy zdewastowali synagogę.